# Allium viridulum
Allium viridulum är en amaryllisväxtart som beskrevs av Carl Friedrich von Ledebour. Allium viridulum ingår i släktet lökar, och familjen amaryllisväxter. Inga underarter finns listade i Catalogue of Life.